# Mesitaldehyd
Mesitaldehyd oder Mesitylaldehyd ist eine chemische Verbindung aus der Stoffgruppe der aromatischen Aldehyde. Sie wird gelegentlich als Ausgangsstoff für die Synthese anderer organischer Verbindungen verwendet. Mesitaldehyd ist ein Derivat des Benzaldehyds mit Methylgruppen in den Positionen 2, 4 und 6 des Benzolrings. Es kann somit ebenfalls als Derivat des Mesitylens betrachtet werden.

## Eigenschaften
Der +I-Effekt der Methylgruppen sorgt für mehr Elektronendichte im aromatischen System, wodurch dieser für weitere elektrophile Substitutionen aktiviert wird. Durch die hydrophoben Methylgruppen ist Mesitaldehyd schlecht in Wasser löslich, jedoch gut in organischen Lösungsmitteln.

## Synthese
Mesitaldehyd erhält man in einer Gattermann-Synthese durch Umsetzung von Oxidation von Mesitylen mit Blausäure in Gegenwart von Aluminiumtrichlorid. Alternativ kann die Aldehydgruppe mit (Dichlormethyl)methylether in Gegenwart eines Friedel-Crafts-Katalysators eingeführt werden.
Es sind eine Reihe weiterer Darstellungsmethoden bekannt. Beispielsweise erhält man Mesitaldehyd in einer Grignard-Reaktion von Mesitylmagnesiumbromid mit Orthoameisensäureestern, die Palladium-katalysierte Reduktion von Mesitoylchlorid mit Wasserstoff, oder die Umsetzung von Mesityllithium mit Eisenpentacarbonyl.

## Reaktionen und Verwendung
Mesitaldehyd wurde gelegentlich in der organischen Synthese eingesetzt, insbesondere zur Herstellung von Tetramesitylporphyrin, das als Modellsystem in biologischen Studien verwendet wird. Außerdem zum Beispiel zur Herstellung eines Azamethin-Farbstoffs oder in einer Bibliothek für die kombinatorische Synthese im Bereich Medikamentenentwicklung.

## Externe Links zu erwähnten Verbindungen
1. ↑  Externe Identifikatoren von bzw. Datenbank-Links zu Mesitylmagnesiumbromid:  CAS-Nr.: 2633-66-1, PubChem: 5098599, ChemSpider: 21171135, Wikidata: Q82213729.
2. ↑  Externe Identifikatoren von bzw. Datenbank-Links zu 2,4,6-Trimethylbenzoylchlorid:  CAS-Nr.: 938-18-1, EG-Nr.: 213-339-6, ECHA-InfoCard: 100.012.126, PubChem: 97038, ChemSpider: 87603, Wikidata: Q72513953.